# Драгољуб Петровић (професор)
Драгољуб Петровић (Косор код Подгорице, 20. јун 1935 — Леушићи, 16. новембар 2024) био је српски лингвиста, србиста, слависта и универзитетски професор.

## Порекло и породица
Пореклом је Куч, из братства Дрекаловића, друго од деветоро деце Машана Спахова Петровића (1898-1978), земљорадника, виноградара, и Милице (1910-1982), домаћице, кћери Божине Микова Башовића, официра црногорске и југословенске војске, из Ријеке Пиперске.

## Школовање
Три разреда основне школе учио у Ријеци Пиперској, на Медуну и Ублима, а четврти у Пашићеву/Змајеву, где је са родитељима, браћом и сестрама пристигао на Ваведење 1945, у раној фази послератне колонизације Војводине Српске. Три разреда ниже гимназије са малом матуром свршио у прогимназији у Змајеву, четврти разред више гимназије у Земуну, а остале разреде и велику матуру у Другој вишој мешовитој гимназији “Јован Јовановић Змај” у Новом Саду (1955).
Студије на Филозофском факултету, на Групи за јужнословенске језике и југословенске књижевности, окончао 1960. године. По одслужењу војног рока и краћег радног периода у основној школи на Биочу (крајем 1961. и почетком 1962), уписао се на постдипломске студије на истом факултету; магистарски рад под насловом Гласовни систем ровачког говора одбранио је јануара 1964, као први магистар на Универзитету у Новом Саду. Докторску дисертацију О говору Змијања одбранио је 18. јануара 1971. године.

## Радна биографија
По окончању студија запошљава се на Педагошкој академији у Никшићу као предавач српскохрватског језика, и тамо остаје до краја школске 1965/66, до избора за асистента Филозофског факултета у Новом Саду, на Групи за јужнословенске језике. Године 1972. изабран је за доцента, 1977. за ванредног професора, а 1982. за редовног професора на предмету Дијалектологија српскохрватског језика; скоро две деценије предавао Фонологију српског језика.
У више наврата (први пут 1977) био директор или помоћник директора Института за јужнословенске језике, односно шеф Катедре за српски језик Филозофског факултета у Новом Саду.
Крајем 1985, пошто је у Књижевним новинама објавио текст под насловом „Помиримо пријатеље, непријатељи су смирени“, ондашње власти осудиле су га на два месеца затвора; казну издржао почетком наредне године. Разлог томе није био само страх од ерозије комунистичке идеологије и њеног ружења (јер су јој изворне идеје биле одавно сахрањене, а и засејано семе било је са кукољем), већ озбиљан наговештај да убрзано откуцавају задњи сати ексклузивног права победника на писање историје. Штићена је “истина” о Недићевој управи у Србији и стравичним погромима у завршним операцијама при крају Другог светског рата. Да су Петровићеве идеје биле и актуелније, нарочито оне о аутономистичком деловању у Војводини Српској (неке једнако актуелне и данас), и утолико опасније, илуструје цитат:
“Јасно је, дакле, да смо најопасније непријатеље давно посмиривали и сада нам остаје да се миримо са пријатељима. А то је, изгледа, мало теже, јер непријатељ хоће посао а пријатељ аутономију, непријатељ не разумије високу инфлацију а пријатељ води рачуна да му се неко не очеше о класни и национални интерес, непријатељ мисли како да врати дуг а пријатељ како да га рефинансира, непријатељ тврди да се они који краду (иконе - рецимо) зову лупежи а пријатељ мисли да за то треба хапсити учитеље... Ако смо заташкали толико пријатеља, паметно би било заташкати и понеког непријатеља. И водити рачуна о томе да је издаја домовине луксуз који себи може да приушти само онај коме је домовина увијек тамо гдје и чековна књижица”.— Д. Петровић, 1985.

## Научни и педагошки рад
Највише се бави српском дијалектологијом и ономастиком, а знатан број радова посветио је проблемима словенске лингвогеографије; из тих области објавио је преко 200 прилога. Овамо спадају књиге О говору Змијања и Говор Баније и Кордуна, исцрпне и савесно урађене монографије, богате новим подацима и компетентном научном анализом. У оба случаја обрађене су говорне зоне раније једва помињане у дијалектолошкој литератури. У бележењу фонетских појава показао је фин слух за нијансе, а његов начин посматрања морфолошких и синтаксичких дијалектизама сведочи о смислу за прецизност одређења. Његови закључци увек се чврсто темеље на чињеницама и остаће као трајна тековина науке; будући истраживачи често ће се обраћати његовим књигама као извору сигурно фиксираних података и инспиративних запажања и анализа. Исте такве особине уочљиве су и у бројним мањим његовим дијалектолошким радовима, који га, уз то, приказују као дијалектолога са широким распоном интересовања и делатности. Знатан део његових дијалектолошких прилога посвећен је говорима у Црној Гори, али је он „код куће“ и у пределима удаљеним од свог завичаја, у Босанској Крајини и на Кордуну, на пример. Лепо место у овом склопу имају четири његова рада „О говору Враке“ (Годишњаци Филозофског факултета у Новом Саду, књиге XV/1-1972, XVI/1 и XVI/2-1973, XVII/1-1974, на укупно сто десет страна), на данашњој арбанашкој територији североисточно од Скадра, у којима је оцртана слика једног особеног говорног типа српског становништва (делом старинског, делом из Зете, а делом црногорског порекла) који тавори без контаката са сопственом језичком матицом и полако нестаје окружен инојезичним живљем.
Разноврсни су аспекти у којима он посматра дијалекте. У својим најопсежнијим студијама он захвата целину проблематике на одређеном дијалекатском земљишту, али и у краћим прилозима осврће се на гласовни систем, или на морфологију, или на акценатске прилике у појединим говорима - онда кад је то нарочито релевантно. Његово интересовање за дијалекатску лексику, које је временом добијало све већи замах и дубину, везано је за два велика пројекта ширег међународног значаја. Први од тих пројеката, Општесловенски лингвистички атлас (ОЛА), бави се битним особинама и распоредом гласовних, обличких и лексичких система на словенском језичком простору. Други, Општекарпатски дијалектолошки атлас (ОКДА), у коме је он био организатор и руководилац научних истраживања у некадашњем југословенском сектору, већ је довршен, а бави се првенствено истраживањем лексике везане за сточарство, као и за животне услове у планинским областима. Пуних тридесет пет година укључен је у сабирање грађе за Дијалектолошки атлас српског језика, за који је обрадио двадесетак пунктова из Војводине и Црне Горе. Такође, он је непосредни организатор систематског прикупљања српске народне лексике у Војводини; сачинио је програм рада, саставио упутства за скупљаче грађе и отпочео разгранату делатност, чији су се значајни резултати указали објављивањем десет томова ове велике едиције (први 2000, а десети 2011. године); тај замашни научни пројекат пионирског је карактера и у јужнословенским оквирима, а циљ му је да наслеђено дијалекатско речничко благо сачува пред брзим променама у начину сеоског живота и менталитета. Учешће у свим овим пројектима захтева врхунску дијалектолошку компетенцију и широке научне хоризонте, а у сваком од њих он је дао одличне прилоге потврђујући тиме своје високе научне квалитете.
Посебну пажњу привлаче његови фонолошки описи седам говорних типова српског језика са црногорског дијалекатског подручја, са подацима о инвентару и дистрибуцији фонолошких јединица и систематским освртима на историјски развој гласовног система од старосрпске епохе до данашњег стања. Ти су описи штампани у великом колективном делу Фонолошки описи српскохрватских/хрватскосрпских и македонских говора обухваћених Општесловенским лингвистичким атласом (ОЛА).
Бавећи се фонологијом и теоријски, он је, у оквиру програмског труда Одбора за стандардизацију српскога језика “да се српски језик опреми књигама у којима би, у најважнијим линијама, била сведена битна знања о природи његове вуковске основице и правцима поствуковског развоја, утврђене његове битне структуралне карактеристике и одређена мера његове стандардизованости”, у сарадњи са госпођом др Снежаном Гудурић, професором на катедри за француски језик Филозофског факултета у Новом Саду, израдио је и 2010. године објавио књигу под насловом Фонологија српскога језика, номинално као монографски прилог за граматику српскога језика, а стварно као универзитетски уџбеник.
Један део његових радова тиче се српских дијалеката само на посредан начин. Овамо спадају његови написи о ранијим, мање познатим прилозима о дијалектима, од којих су неки објављени још средином 19. века, а други у старијим иностраним публикацијама, практично неприступачним већини наших проучавалаца. Ти написи доприносе осветљавању историје српских дијалеката, а такође и вредновању и научној употреби грађе коју су записали некадашњи аутори. Нарочито су значајни радови о дијалектолошким записима Павла Аполоновича Ровинског (1831-1915) садржаним у једној од књига Црна Гора у прошлости и садашњости објављиваних у Санкт Петербургу између 1888. и 1915; откриће тог материјала, код нас дуго непознатог, представља крупну Петровићеву заслугу.
По оцени академика Александра Младеновића (1930-2010), Петровић је један од најистакнутијих српских дијалектолога, добро познат и у иностранству; много је труда уложио у стручно и научно оспособљавање младих дијалектолога (од којих су неки већ сада запажени научни радници), а својим научним радом трајно је задужио проучавање српских дијалеката.
Са дијалектологијом су тесно повезана теренска испитивања ономастике. У тој области дао је обрасце систематског и свестраног проучавања, у доба кад је такав рад код нас био тек у повоју. Ова се научна дисциплина у најновије време нагло развија у нашој средини; знатан број других истраживача пошао је за његовим узором.
Потврдио се и као добар педагог. Његово ревносно залагање у настави и леп однос према студентима огледају се и у томе што је у Прилозима проучавању језика објављен низ студентских радова чијом је израдом он руководио. Уз то, он је био ментор у изради већег броја магистарских радова и докторских теза. Био је носилац потпројекта „Српскохрватски говори у Војводини“ у матичном Институту и потпројекта „Дијалекатски речник Војводине“ у Матици српској.
У Међународном комитету слависта члан је Међународне комисије ОЛА, Међународне комисије ОКДА, Међународне комисије за језичке контакте, Међународног редакционог колегијума ОЛА и Међународног редакционог колегијума ОКДА. Члан је и више одбора и комисија у Српској академији наука и уметности: Међуакадемијског одбора за дијалектолошке атласе, Одбора за ономастику, Одбора за речник српског језика и Одбора за стандардизацију српског језика. Члан је уредништва Српског дијалектолошког зборника (Београд), Зборника Матице српске за филологију и лингвистику (Нови Сад) и Прилога проучавању језика (Нови Сад). Стални је члан-сарадник Матице српске, члан њеног Одељења за књижевност и језик и, у више мандата, члан Управног одбора.

## Изабрана библиографија
Књиге
- О говору Змијања, Нови Сад 1973;
- Говор Баније и Кордуна, Нови Сад-Загреб 1978;
- Фонолошки описи српскохрватских/хрватскосрпских, словеначких и македонских говора обухваћених Општесловенским лингвистичким атласом, Сарајево 1981, 523-557 (у коауторству);
- Топонимија Куча, Ономатолошки прилози IX, Београд 1988;
- Школа немуштог језика, Нови Сад 1996;
- , Ополе (Пољска) 1996 (у коауторству); српска верзија: Српски језик на крају века, Београд 1996;
- Ономастика Качера, Институт за српски језик, Београд 2003 (у коауторству);
- Сумрак српске ћирилице: Записи о затирању српских националних симбола, Нови Сад 2005;
- Демократија с наличја, Београд-Ваљево-Фоча 2006 (у коауторству);
- О говору Спича: Грађа (у коауторству), Српски дијалектолошки зборник , Београд 2009;
- Фонологија српскога језика, Београд-Нови Сад 2010 (у коауторству);
- Зловременик, Подгорица 2011;
- Из лексике Качера, Српски дијалектолошки зборник , Београд 2011;
- Речник Куча (2013);
- Заперци српскога језика  (друго допуњено издање 2018);
- Распети народ (2018);
- Прасрби (2021);
- Осмуђена памет (2022);
- Разобручено зло (2022);
- Поглед у маглу (2022),
- Похара српског језика (2023);
- Реч на беспућу: Интервјуи (2023);
- Спорови језикословни (2023);
- Несојска времена (2024).

Лингвистички атласи
- (ОЛА), Том 1, Београд 1988, карте 2, 31, 35, 39 и 59; Том 2а, Москва 1990, карте 11 и 31 и НМ 248; Том 2б, Вроцлав-Варшава-Краков 1990, карте 14, 18 и 25; Том 3, Варшава 1994, карте 8 и 17; Том 4б, Скопје 2003, карте 3, 10, 11 и 32 и НМ 7 и 8; Том 8, Варшава 2003, карта 38, Том 4а, Загреб 2006, карте 14, 38, 44, 49 и 52 и НМ 1, 2 и 5; Том 5, Москва 2004, карта 18; Том 6, Москва 2004, карта 11;
- (ОКДА), Том 1, Кишињев 1989, карте 32 и 39 и НМ 28; Том 3, Варшава 1991, карте 7, 8, 19 и 47 и НМ 6 и 22; Том 4, Лавов 1993, карте 33, 44, 49 и 50 и НМ 31; Том 2, Москва 1994, карте 1 и НМ 2; Том 5, Братислава 1997, карте 16, 27 и 51; Том 6, Будимпешта 2001, карте 1, 2, 32, 63 и НМ 8; Том 7, Београд-Нови Сад 2003, карте 9, 11, 23, 27, 35, 36, 44, 48, 59, 61 и НМ 6.

Редактор и сарадник
- Марко Пеић - Грго Бачлија, Речник бачких Буњеваца, Нови Сад-Суботица (1990);
- Марко Пеић - Грго Бачлија, Именослов бачких Буњеваца, Нови Сад-Суботица (1994);
- Речник српских говора Војводине, 1-10, Нови Сад 2000-2010;
- Милоје Стевановић - Речник Драгачева (2020).

Приредио
- Јован Кашић, Трагом Вукове речи, Нови Сад 1987;
- Павле Ивић, О говору Галипољских Срба, Том I, Сремски Карловци-Нови Сад 1994;
- Павле Ивић, О фонологији: Расправе, студије, чланци, Том X/1, Сремски Карловци-Нови Сад 1998;
- Александар Белић, Дијалекти источне и јужне Србије, Београд 1999);
- Александар Белић, О дијалектима, Београд 2000;
- Павле Ивић, Дијалектологија српскохрватског језика : Увод и штокавско наречје, Том II, Нови Сад-Сремски Карловци 2001;
- Павле Ивић - Илсе Лехисте, О српскохрватским акцентима, Нови Сад-Сремски Карловци 2004.

## Казне
- Решењем Општинског судије за прекршаје у Новом Саду од 3. децембра 1985. године, због тога “што је у свом чланку објављеном у листу »Књижевне новине« број 696/85 од 15.10.1985. године... под насловом »Помиримо пријатеље - непријатељи су смирени«... учинио прекршај вређања и омаловажавања социјалистичко-патриотских осећања грађана из члана 8 став 1 Закона о прекршајима јавног реда и мира, за који му се на основу истог прописа у т в р ђ у ј е казна затвора у трајању од 60 (шездесет) дана”; жалба на решење о казни уложена због ненадлежности Општинског судије за прекршаје, као и због тога што “је у питању дело које није прописано као прекршај”, у Покрајинском већу за прекршаје у Новом Саду одбијена је потврдом првостепеног решења, а захтев за судску заштиту, уложен Врховном суду Војводине, “одбија се као неоснован”;
- Пресудом Суда части за резервне млађе официре, официре и војне службенике у Новом Саду од 19. априла 1988. године, “због дисциплинског преступа из члана 197. став 1 тачка 2. Закона о служби у оружаним снагама”, односно због тога што се налазио међу потписницима двеју иницијатива (1986): за оснивање Фонда солидарности и за издавање приватног листа Самоуправа, те што је као аутор чланка „Помиримо пријатеље - непријатељи су смирени“ (1985) “кажњен од стране судије за прекршаје казном затвора у трајању од шездесет дана”, осуђен “на казну губитка чина резервног капетана”. На ову пресуду, коју је потписао извесни судија Јероним Чутурић, Петровић није улагао жалбу, али је о томе оставио два записа. Први, од 7. априла 1988. године, с питањем Првостепеном суду части новосадске Општине Лиман да ли је обавестио јавност “о томе је ли који официр био уплетен у ону новогодишњу стамбену томболу у Скупштини општине Лиман и у аферу око »Неопланте« и њеног »Великог транспорта«. Будући да још не знам је ли ваш часни суд о томе доносио какве пресуде, оставља ме равнодушним могућност да ће о мојој грађанској части расправљати макар неко од оних над чијим именом још увијек остаје сјенка сумње да су сопственој части претпоставили сопствену корист”. И други, од 16. маја исте године (објављен у Књижевним новинама Београд, број 755, 1. јун 1988, 2), који казује да се име Јеронима Чутурића, иначе секретара Правног факултета у Новом Саду, везује за распродају диплома “којом се тај факултет прочуо” и да су “новине најпре јавиле да је испод Чутурићевог печата изишло око 2.800 таквих диплома, а после се тај број »истањио« на 455 (према извештају Политике), односно на 37 (према Дневнику)”, те поставља питање “како Јероним Чутурић све што је сам учинио за појефтињење диплома на »свом факултету« може довести у склад са моралним ликом и угледом резервног војног старешине ЈНА” и, нарочито, улогом судије и председника Првостепеног суда части у новосадској општини Лиман.

## Награде и признања
- Протестне вечери у Удружењу књижевнике Србије, Француска 7, Понедељком у 19, под заједничким називом „Репресија и стваралаштво“, које су трајале од 11. фебруара до 7. априла 1986. године, све док је био у затвору; на тим вечерима, преко 150 књижевника, културних и јавних радника, својим саопштењима о проблематици вербалног деликта, као и другим протестним прилозима (песмама, есејима, афоризмима) исказало је своје неслагање с репресивним мерама партијске државе против слободног мишљења;
- Зборник Матице српске за филологију и лингвистику број 43, Нови Сад 2000, посвећен је Петровићу поводом шездесет пете годишњице рођења; радове је приложило седамдесетак његових колега и пријатеља из Србије и бројних славистичких центара из света;
- Награда “Павле Ивић” за 2003. годину, коју додељује Славистичко друштво Србије за значајна лингвистичка и лексикографска достигнућа, додељена је њему, као редактору, и приређивачима треће свеске Речника српских говора Војводине (Ђ-Ј), Нови Сад 2003, 218 страна.
- Награда “Павле Ивић” за 2010. годину додељена му је за монографију Фонологија српскога језика, Београд 2010, 524 стране.